# سمنی کروزو
سمنی پاپاسپیریدی-کاروزو (یونانی: Σέμνη Παπασπυρίδη-Καρούζου ; 1897 – ۸ دسامبر ۱۹۹۴) یک باستان‌شناس کلاسیک یونانی بود که در مطالعه سفال‌های یونان باستان تخصص داشت. او اولین زنی بود که به خدمات باستان‌شناسی یونان پیوست. او در کرت، ائوبویا، تسالی و آرگولید کاوش کرد و بیش از سی سال به عنوان متصدی مجموعه‌های سرامیک در موزه ملی باستان‌شناسی آتن کار کرد. او تحت حکومت نظامی یونان در سالهای ۱۹۶۷–۱۹۷۴ تحت آزار و اذیت سیاسی قرار گرفت. باستان شناسان ماریانا نیکولایدو و دیمیترا کوکینیدو او را «مهم‌ترین زن در باستان‌شناسی یونان» و روزنامه تو ویما به عنوان «آخرین نماینده از نسل باستان شناسان بزرگ» توصیف کرده‌اند.

## زندگی
پولیسمنی پاپاسپیریدی در سال ۱۸۹۷ در طرابلس، یونان به دنیا آمد.  پدرش افسر نظامی بود و مادرش دختر قاضی تحصیل کرده فرانسه بود. خانواده او اغلب به دلیل شغل پدرش نقل مکان کردند و سرانجام در آتن ساکن شدند. او در ازدواج خود در سال ۱۹۳۰ با کریستوس کاروزوس (۱۹۰۰–۱۹۶۷) که همچنین یک باستان‌شناس بود، نام پاپاسپیریدی-کاروزو را برگزید.

## تحصیلات و حرفه
کاروزو در دانشگاه آتن به تحصیل باستان‌شناسی پرداخت و در آنجا توسط باستان‌شناس کریستوس تسونتاس آموزش دید. او در سال ۱۹۲۱ به عنوان متصدی آثار باستانی در موزه ملی باستان‌شناسی آتن به خدمات باستان‌شناسی یونان پیوست و اولین زنی بود که این کار را انجام داد. کاروزو سپس بر روی کاوش‌ها در محوطه‌های عصر برنز تمدن اژه در هراکلیون، در کرت، و محوطه کلاسیک ارتریا، در اوبویا، کار کرد.
در سال ۱۹۲۸، او (همراه با کریستوس کاروزوس) برای تحصیل در دانشگاه‌های مونیخ و برلین، بورسیه بنیاد الکساندر فون هومبولت دریافت کرد. هنگامی که او در سال ۱۹۳۰ به یونان بازگشت، به سمت رئیس یک اداره، یک منطقه اداری باستان‌شناسی ارتقا یافت، دستاوردی که توسط آورا تئودوروپولو، فعال زنان، «پیروزی فمینیستی» توصیف شد. کاروزو این سمت را در تسالی و سپس در آرگولید، جایی که مقبره‌های دوران میسنی و کلاسیک را حفاری کرد، نیز برعهده داشت. او در کاوش‌های اپیداوروس باستان کار می‌کرد. و برای حفظ بناهای تاریخی در شهر نافپلیو حضور داشت و در آنجا بعداً یک راهنما منتشر کرد.
در سال ۱۹۳۳، کاروزو متصدی مجموعه‌های سرامیکی در موزه ملی باستان‌شناسی آتن شد، سمتی که او برای بیش از سی سال (تا سال ۱۹۶۴) حفظ کرد. در بیشتر این دوره، زنان از پیوستن به خدمات باستان‌شناسی بر اساس قانونی که توسط سیاستمدار و دیپلمات یونانی و دیکتاتور یوانیس متاکساس در سال ۱۹۳۶ معرفی شد، منع می‌شدند و اعضای زن موجود از ارتقاء به بالاترین مناصب به عنوان مدیر موزه یا ریس خودداری می‌کردند.
کار کاروزو شامل سازماندهی مجدد مجموعه‌ها بود. شناسایی آثار باستانی که به درستی فهرست بندی نشده بودند، ضبط آنها و ترتیب دادن نمایش‌های جدید از وظایف او بود. کارهایی که او آن را «خدمات نامرئی» توصیف می‌کرد. او همچنین در مورد مجموعه‌های سرامیک و بناهای سنگی موزه همچنین در مورد اکتشافات باستان‌شناسی جدید مقالاتی نوشت. تک نگاری او در مورد نقاش آماسیس، نقاش اصلی سفالینه‌های سیاه پیکر آتیک، توسط یک منتقد به عنوان «یک مطالعه علمی و ارزشمند» توصیف شد. اولین مطالعات کاروزو در مورد این نقاش به سال ۱۹۳۱ برمی گردد و از او دعوت شد تا در سال ۱۹۳۸ تک نگاری خود را دربارهٔ این نقاش بنویسد. این تک نگاری پس از جنگ در سال ۱۹۵۶ منتشر شد

## یادداشت
1. ↑  1897 is given as her birth date by Nikolaidou & Kokkinidou 1998;[۱] other sources give it as 1898[۲] or 1889[۳]